# جيمس هكتور
كان السير جيمس هكتور (16 مارس 1834 – 6 نوفمبر 1907، فارس قائد بوسام القديس ميخائيل والقديس جرجس، وزميل بجمعية لندن الملكية، وزميل بالجمعية الملكية في إدنبرة) كان جيولوجيًا وعالمًا بالتاريخ الطبيعي وجراحًا اسكتلنديًا، وكان ضمن أعضاء «بعثة باليسَر» بصفته جراحًا وجيولوجيًا، وحظي بمسيرة مهنية حكومية طويلة في مستعمرة نيوزيلندا بصفته رجل عِلم، مسيرة هيمن فيها على المؤسسات العلمية للمستعمرة هيمنة لم تكن لأحد بعده.

## نشأته
وُلد في 11 شارع دانوب في ضاحية ستوكبريدج بإدنبرة، ابنًا لألكسندر هكتور وزوجته مارغريت ماكروستي. درس في أكاديمية إدنبرة من 1844 إلى 1845. عندما بلغ 14 صار إكتوريًا متدربًا في مكتب أبيه. طلب الطب في جامعة إدنبرة، ونال شهادته في 1856 وهو في الثانية والعشرين من عمره.

## بعثة باليسر
بعدما نال شهادته، رشحه السير رودريك مرشيسون (كان المدير العام للماسح الجيولوجي البريطاني) ليتعيّن جيولوجيًا في بعثة باليسر، تحت قيادة جون باليسر. كان هدف بعثة باليسر إلى أمريكا الشمالية البريطانية (كندا حاليًا): استكشاف طرق سكك حديد لصالح «سكة حديد المحيط الهادئ الكندية»، وجمع أنواع نباتية جديدة.
في عام 1858، كانت جماعة البعثة تستكشف ممرًا جبليًا قرب مَفرِق «جبال روكي» القارّي، وحينئذ وقع في النهر حصان من أحصنة الأحمال الخاصة بهكتور. أثناء سحبه من الماء، شرد الحصان الذي كان يمتطيه، فمضى خلفه لإرجاعه، فرفسه الحصان في صدره -على حد كلامه-، فخرّ مغشيًا عليه. كتب في يومياته الخاصة بالبعثة: «بينما أحاول استرجاع حصاني الذي شرد ونحن نسحب الآخر من الماء، رفسني في صدري». ظن رفاقه أنه مات، فحفروا له قبرًا وتهيؤوا لدفنه، لكن إفاقته حالت دون أن يدفنوه حيًا خطأً. منذ ذلك الوقت، أصبح الممر اسمه «ممر الحصان الرافس»، والنهر اسمه «نهر الحصان الرافس».
قصة الحصان الرافس من الأساطير الراسخة في التاريخ الكندي الشعبي، لكن أيرين سبراي (من علماء البعثة) أشارت بأدب ولطف إلى أن القصة «مثال يوضح أن ذكريات هكتور عن البعثة لم تكن دقيقة دائمًا». المبعوث الوحيد الذي بقي حيًا بعد ممات هكتور وكان بوسعه الشهادة بما حدث حقًا هو المِيتيّ بيتر إيرازموس، لكن قصته لا تطابق قصة هكتور، فقد قال:
«فقد الدكتور وعيه بعدما خُبط، فهرعنا كلنا عن جيادنا إليه، وحاولنا إيقاظه، لكن فشلت كل محاولاتنا، فحملناه إلى ظل بعض الشجر الكبير، وخيّمنا. بدت ورطتنا حينئذ كبيرة، لا مَخرج لنا منها إلا أن يتدخل النمرود. بقي إلى جانب الدكتور المغشي عليه واحدٌ منا يتابعه، وتناوب بقيّتنا على محاولة التقاط سمك السلمون المرقط الذي كان بوسعنا رؤيته في مياه النهر الجبلية الصافية. ظل الدكتور هكتور فاقدًا وعيه ساعتين على الأقل، إلى أن نادانا ساذرلاند أن نصعد، إذ كان الدكتور قد أفاق. كان ألمه عليه شديدًا، فطلب أدواته، ودلّني على إعداد دواء يخفف ألمه. جعلته يوقع على وثيقة تسرد وقائع الحادثة، تحسّبًا لأن تكون إصابته خطيرة، فوافقني على أن هذا هو الأنسب فعلًا».
في عام 1903، زار هكتور كندا، وقال عن حادثته في ممر الحصان الرافس: «عندما استعدت وعيي، كان قبري قد حُفر، وكانوا يتهيؤون لدفني فيه. هكذا حصل «الحصان الرافس» على اسمه، وحصلتُ أنا على قبر في هذه البقعة من العالم».

## نيوزيلندا

المتحف الاستعماري، ثورندون، 1880

بعدما عاد هكتور إلى بريطانيا من البعثة، تعيّن في وظيفة علمية مرة أخرى بمساعدة رودريك مرشيسون. في أبريل عام 1862، ذهب إلى دنيدن في نيوزيلندا بُعَيد اكتشاف الذهب هناك، لِمسْح أوتاغو مسحًا جيولوجيًا على مدار ثالث سنوات. أخذ هكتور يترحل عبر جنوب الجزيرة الجنوبية النيوزيلندية، ليرى مدى مناسبتها للاستيطان، ولتسجيل مواقع المعادن المفيدة. شكّل فريقًا من ستة رجال للمساعدة على جمع الأحافير وتحليل الكيماويات وتصنيف النباتات والحيوانات وما شابه هذا من الأعمال. بقي بعضهم إلى جانبه سنوات عديدة، منهم وليام سكِي (محلل معادن)، وريتشارد غور (سكرتير)، وجون بيوكانان (رسام نباتات). ارتسمت ضمن المسح خريطة جيولوجية لأوتاغو، تُدعى «خريطة هكتور».

### كبير العلماء الحكوميين
في عام 1865، تعيَّن هكتور لتأسيس «الماسح الجيولوجي النيوزيلندي»، وانتقل إلى ويلينغتون للإشراف على تشييد «المتحف المستعمَريّ» الذي خُطط أن يكون مقر الماسح. ولأن هكتور كان كبير العلماء الحكوميين، كان يقدِّم إلى السياسيين مشورته في مسائل متنوعة، كتصدير الصوف إلى اليابان، وتحسين إنتاج نسيج الكتان النيوزيلندي. تعزز نفوذه السياسي بزواجه في عام 1868 بماريا جورجيانا مونرو، بنت ديفيد مونرو رئيس مجلس نواب نيوزيلندا.

### تقاعده
تقاعد هكتور في عام 1903، بعد أربعة عقود أمضاها في قلب المؤسسات العلمية النيوزيلندية. ترأس الجمعية الملكية النيوزيلندية. بين عامَي 1906 و1907، بعد فريدريك وولاستون هوتون، وقبل جورج مالكوم طومسون.
مات في عام 1907 في لور هوت بنيوزيلندا، ودُفن في مقبرة تايتا.

## أسرته
بعد ثلاث سنوات من انتقاله إلى ويلينغتون، تزوج في 30 ديسمبر 1868 بماريا جورجيانا مونرو، بنت السياسي ديفيد مونرو الذي كان حينئذ رئيس مجلس النواب، وأخت تشارلز جون مونرو الذي أدخل لعبة الرغبي في نيوزيلندا. أنجبا 8 أولاد: باركلي، وتشارلز مونرو، وكونستانس مارغريت، وديفيد كارمايكل، ودوغلاس، ولايل، وجورجينا، ومارغوري.
في عام 1937، وهب بعضُ أفراد أسرته 16 ميدالية كان قد تَسلَّمها في مسيرته المهنية لمتحف دومنيون (الذي صار لاحقًا متحف تي بابا تونغاريوا النيوزيلندي).

## تكريماته
انتُخب زميلًا في الجمعية الملكية في يونيو 1866 بعد البعثة الكندية.

## روابط خارجية
- جيمس هكتور على موقع الموسوعة البريطانية (الإنجليزية)